# Комунални рад
Комунални рад или моба је окупљање ради међусобног извршавања неког задатка или за заједничко прикупљање средстава. Комунални послови су обезбеђивали ручни рад другима, посебно за велике пројекте као што су подизање штала, „пчеле“ разних врста и ваљање трупаца. За описивање таквих скупова коришћене су различите речи.
Они су мање уобичајени у данашњим више индивидуалистичким културама, где се мање ослања на друге него у прединдустријским пољопривредним и ловачко-сакупљачким друштвима. Велики послови као што су крчење поља или подизање штале захтевали су много радника. Често је то био и друштвени и утилитарни догађај. Послови попут љуштења кукуруза или шивења могли би се обављати као група како би се омогућило дружење током иначе досадног посла. Таква дружења често су укључивала освежење и забаву.